# أنديرة صغيرة السداة
أنديرة صغيرة السداة (الاسم العلمي:Andira micrantha) هي نوع من النباتات تتبع جنس الأنديرة من الفصيلة البقولية.